# Heinkel He 275
O Heinkel He 275 foi um projecto da Heinkel para criar um bombardeiro pesado de longo alcance para servir a Luftwaffe no conceito Amerika Bomber. Embora conhecido por He 275, as entidades histórias não têm a certeza da real designação deste projecto.